# Xylotrechus clavicornis
Xylotrechus clavicornis är en skalbaggsart som beskrevs av Maurice Pic 1927. Xylotrechus clavicornis ingår i släktet Xylotrechus och familjen långhorningar. Inga underarter finns listade i Catalogue of Life.